# Nicaragua aux Jeux olympiques d'été de 2016
Le Nicaragua participe aux Jeux olympiques d'été de 2016 à Rio de Janeiro au Brésil du 5 août au 21 août. Il s'agit de sa 13e participation à des Jeux d'été.

## Athlétisme

### Homme
| Athlètes        | Compétitions | Série         | Série | Demi-finales | Demi-finales | Finale  | Finale  |
| --------------- | ------------ | ------------- | ----- | ------------ | ------------ | ------- | ------- |
| Athlètes        | Compétitions | Temps         | Série | Temps        | Série        | Temps   | Série   |
| Erick Rodriguez | 1 500 mètres | 4 min 00 s 30 | 15e   | Éliminé      | Éliminé      | Éliminé | Éliminé |

## Natation
Femme
| Athlète       | Épreuve        | Série         | Série | Demi-finale | Demi-finale | Finale | Finale |
| Athlète       | Épreuve        | Temps         | Rang  | Temps       | Rang        | Temps  | Rang   |
| ------------- | -------------- | ------------- | ----- | ----------- | ----------- | ------ | ------ |
| Dalila Torrez | 100 m papillon | 1 min 05 s 81 | 39e   | -           | -           | -      | -      |